# Medal za Rany (Czechy)
Medal za Rany (cz. Medaile za zranění) – czeskie odznaczenie wojskowe.
Odznaczenie zostało ustanowione dnia 16 grudnia 1996 roku rozkazem Ministra Obrony Republiki Czeskiej nr 42/1996 jako wyróżnienie dla żołnierzy zawodowych i osób cywilnych wykonujących zadania na rzecz wojska. Medal nadawany jest przez Ministra Obrony.

## Zasady nadawania
Medal został ustanowiony dla wyróżnienia żołnierzy zawodowych Sił Zbrojnych Republiki Czeskiej, którzy doznali ciężkich obrażeń ciała w czasie wykonywania obowiązków służbowych. Przy czym uszkodzenie nie może być zawinione przez poszkodowanego.
Medal może być nadawany również osobom cywilnym na podobnych zasadach jak w przypadku żołnierzy, o ile doznali oni obrażeń ciała w czasie wykonywania prac na rzecz Sił Zbrojnych.

## Opis odznaki
Odznakę odznaczenia stanowi okrągły medal o średnicy 33mm, wykonany ze brązu. 
Na awersie znajduje się rysunek dłoni skierowanej palcami do góry, z jej środkowej części spływają krople krwi. Obok niej z lewej strony napis ZA ZRANĚNÍ (pol. Za rany).
Na rewersie znajduje się emblemat Ministerstwa Obrony Narodowej Republiki Czeskiej, tarcza z dwoma polami w górnej części połowa lwa z herbu Republiki Czeskiej, a w dolnej dwa skrzyżowane miecze skierowane ostrzami w górę.
Medal zawieszony jest na wstążce o szer. 38 mm, koloru czarnego z dwoma szerokimi paskami koloru czerwonego po bokach. 